# ル・サミン

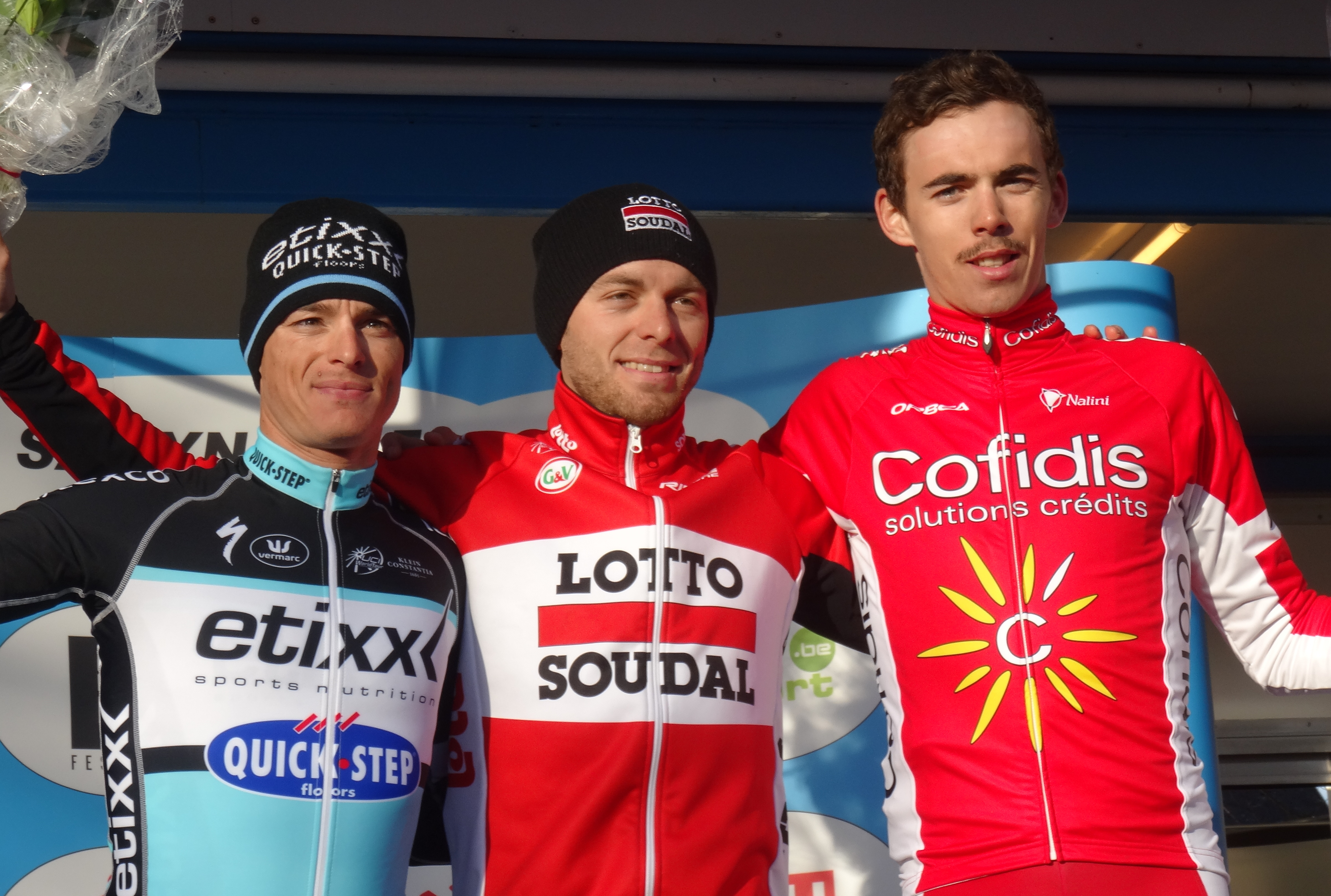
2015年の表彰式 : ジャンニ・メールスマン (2), クリス・ブックマンス (1) & クリストフ・ラポルト (3).

ル・サミン（Le Samyn）は、例年3月上旬にベルギー、エノー州で開催されている自転車ロードレースのワンデイレース。

## 概要
1968年に開始されたときの名称は、グランプリ・ド・フェイ＝ル＝フラン（Grand Prix de Fayt-le-Franc）であった。第1回の優勝者はジョゼ・サミンであるが、1969年8月、東フランデレン州のジンヘムで開催されたクリテリウムレースの最中に事故に遭い、23歳で早逝した。そこで、初代優勝者であるサミンを偲んで1970年より当名称に変更された。
2005年より、UCIヨーロッパツアー1.1カテゴリとなっている。

## 歴代優勝者
| 年   | 優勝者                           |
| ---- | -------------------------------- |
| 1968 | ジョゼ・サミン                   |
| 1969 | ヘルマン・フライデルス           |
| 1970 | ロニー・ファン・デ・フライヴェル |
| 1971 | ジュリアン・ファン・リント       |
| 1972 | マルク・ドメイエ                 |
| 1973 | ルイ・フェレイト                 |
| 1974 | アンドレ・ディーリックス         |
| 1975 | アレン・サンティ                 |
| 1976 | ディルク・バールト               |
| 1977 | ミシェル・ペラン                 |
| 1978 | ヘルマン・ファンスプリンヘル     |
| 1979 | アドリ・シペル                   |
| 1980 | ジェリー・フェルリンデン         |
| 1981 | ポル・フェルスヒュエル           |
| 1982 | ヨス・ヤコブス                   |
| 1983 | ジャック・ファン・メール         |
| 1984 | ダニエル・ロセル                 |
| 1985 | ロニー・ファン・ホレン           |
| 1986 | パトリック・オノックス           |
| 1987 | クロード・クリケリオン           |
| 1988 | 開催なし                         |
| 1989 | ヘンドリック・ルダン             |
| 1990 | ヘンドリック・ルダン             |
| 1991 | ジョニー・ダウ                   |
| 1992 | ヨハン・カピオ                   |
| 1993 | ウィルフリート・ネリセン         |
| 1994 | ヨハン・カピオ                   |
| 1995 | ヨハン・カピオ                   |
| 1996 | ハンス・デ・メーステル           |
| 1997 | ミシェル・ファンハーク           |
| 1998 | リュドヴィック・オジェ           |
| 1999 | ティエリ・マリシャル             |

| 年   | 優勝者                             |
| ---- | ---------------------------------- |
| 2000 | フランク・ヘイ                     |
| 2001 | クリス・ヘリツ                     |
| 2002 | マニュス・バクステット             |
| 2003 | ステファン・ファン・ダイク         |
| 2004 | ロビー・マキュアン                 |
| 2005 | 開催なし                           |
| 2006 | ルノー・ディオン                   |
| 2007 | ジミー・カスペール                 |
| 2008 | フィリップ・ジルベール             |
| 2009 | ワウテル・ウェイラント             |
| 2010 | イェンス・ククレール               |
| 2011 | ドミニク・クレメ                   |
| 2012 | アルノー・デマル                   |
| 2013 | アレクセイ・ツァテヴィチュ         |
| 2014 | マキシム・ファントム               |
| 2015 | クリス・ブックマンス               |
| 2016 | ニキ・テルプストラ                 |
| 2017 | ギョーム・ファン・ケイルスビュルク |
| 2018 | ニキ・テルプストラ                 |
| 2019 | フロリアン・セネシャル             |
| 2020 | ユーゴ・オフステテール             |
| 2021 | ティム・メルリール                 |
| 2022 | マッテオ・トレンティン             |
| 2023 | ミラン・メンテン                   |
| 2024 | ローレンス・レックス               |
| 2025 | マチュー・ファン・デル・プール     |